# برلین (ماساچوست)
برلین (به انگلیسی: Berlin) شهرکی در شهرستان ورچستر ایالت ماساچوست می‌باشد که در سال ۱۸۱۲ بنیان‌گذاری شده‌است. این شهرک در سرشماری سال ۲۰۱۰ میلادی، ۲٬۸۶۶ نفر جمعیت داشته‌است.

## نگارخانه

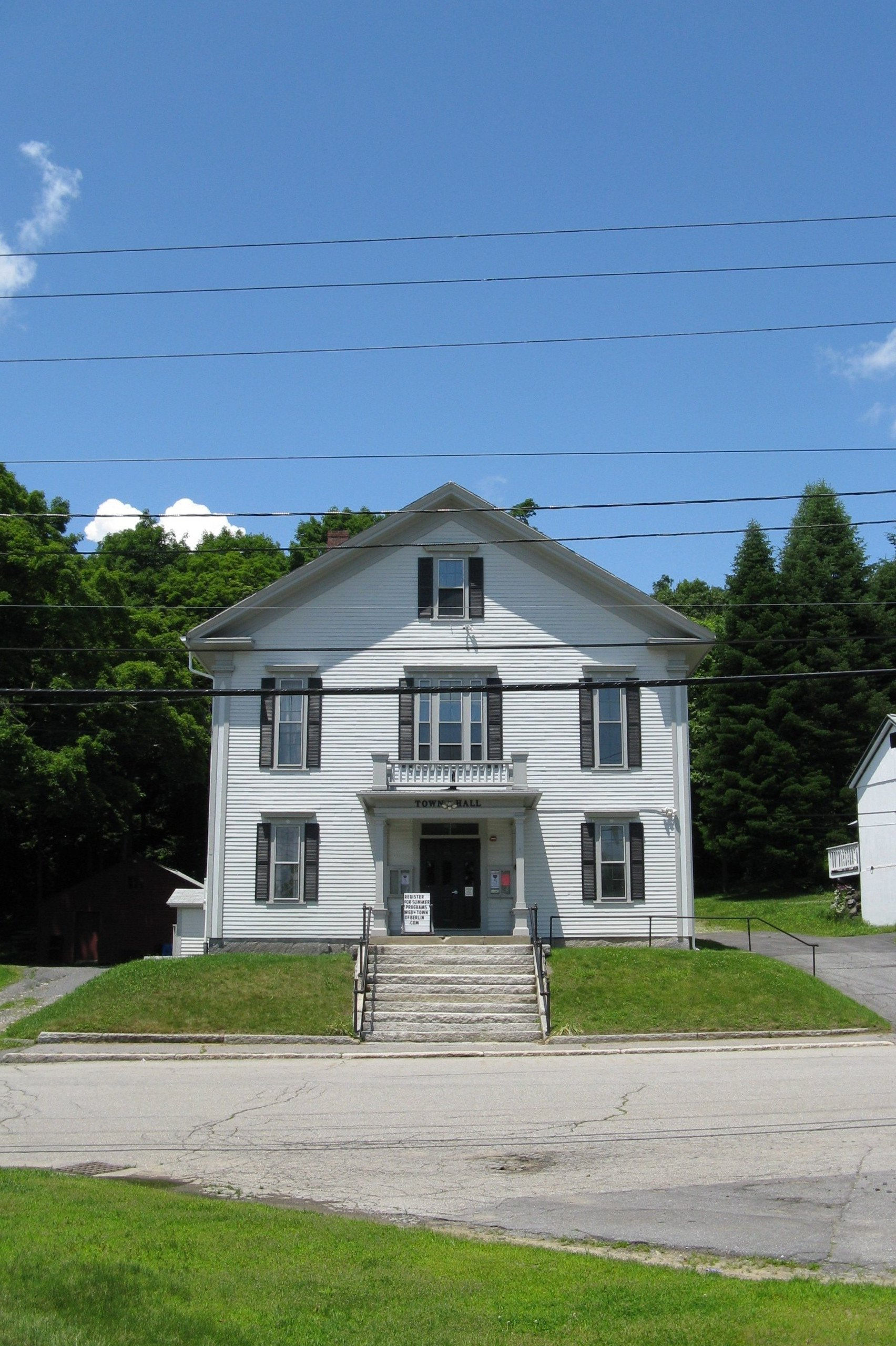
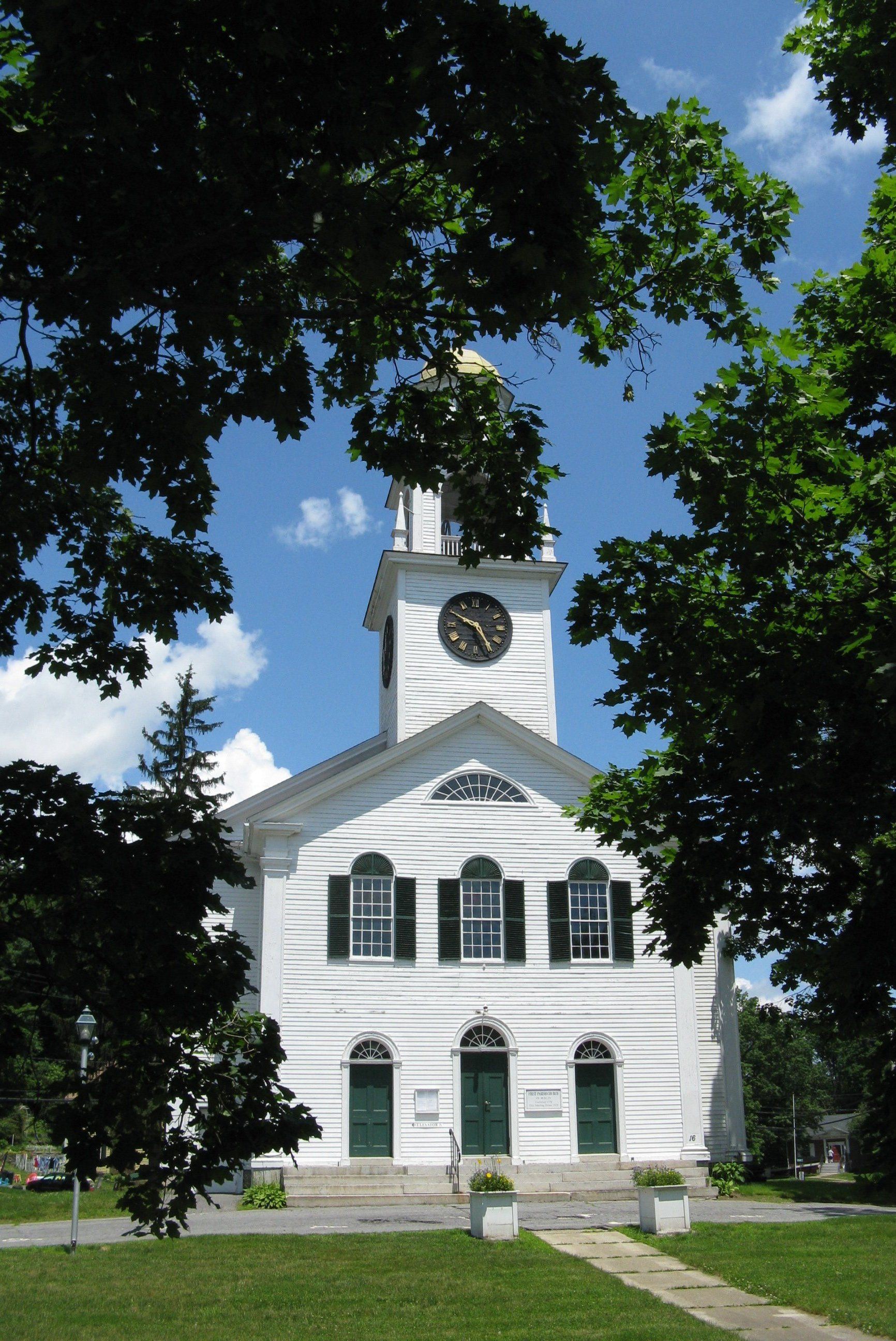